# Hacknet
Hacknet je videohra z roku 2015, která umožňuje hráči simulovat počítačové hackování.

## Hratelnost
Hra simuluje operační systém Unix, kde každý element herního prostředí má vlastní okno. Okna jsou poskládána do stylu připomínajícího i3 window manager. Také mají různé skládací konfigurace s vlastními tapetami a barvami, které mohou být nalezeny jako soubory v průběhu hry. Hlavní gameplay je proveden skrz dva velké interfacy, grafický display a terminal Unix. Oba jsou nezbytné pro gameplay, i když je možné použít oba jako „hlavní“ interface. Spolu s terminály simulují systém Unix také počítače, skrz které je může hráč prozkoumávat a dokonce je zničit smazáním důležitých systémových souborů. Základem gameplaye je spojit se s ostatními počítači a spouštět dané programy za účelem prolomení zabezpečení, aby se mohl hráč dostat ke správcovským privilegiím na zařízení.

## Příběh
Hra začíná kontaktem hráče s uživatelem jménem Bit. Automatická zpráva říká hráči, že byla poslána v moment Bitovy smrti a žádá hráče, aby vyšetřoval jeho smrt.
Bit dále učí hráče mechanikám skrze jednoduché mise. Dále hráči řekne, aby se přidal do hackerské skupiny Entropy.
Po tutoriálu se příběh dostane do poněkud otevřenějšího gameplaye, kde se hráč dozví, že Bit byl zapleten do něčeho nelegálního.

### Naix
Jedna z misí postaví hráče proti jinému hackerovi pod jménem „Naix“. Ten začne útočit na hráče z důvodu investigace na jeho straně kvůli hackování jeho systému. Tento útok může být odrazen spuštěním programu „Shell“ na uživatelovo počítači a použitím funkce „Trap“ pro ukončení spojení, nicméně toto není hráči řečeno. Pokud je útok úspěšný, hráč ztratí svůj grafický interface a jeho počítač se rebootuje, čímž je hráč ponechán pouze s minimálním konzolovým interfacem. když hráč získá svůj interface zpět, příběhová linie se rozvětví: hráč se může pomstít útočníkovi a získat přístup ke třetí frakci ve hře nebo může pokračovat ve své stávající misi.

### Project Junebug
Jednou z posledních misí hry je „Project Junebug“. I když je tato mise viditelná od momentu vstoupení do skupiny, která ho nabízí, zůstane zamčena dokud všechny ostatní mise nebyly splněny. Mise požaduje, aby hráč provedl eutanazii jednoho nevyléčitelného pacienta hacknutím jeho kardiostimulátoru.

### Finále
Jako poslední pasáž hry se hráč probourá do počítače firmy internetového zabezpečení „EnTech“. Jsou následně seznámeni se systémem, který dělá počítače nehackovatelné s prostředky momentálně přístupnými. Jak se hráč dostane hlouběji a najde alternativní cesty do zabezpečeného systému, zjistí, že byl Bit zapojen v jistém projektu dané firmy; konkrétně vytvoření vysoce pokročilého operačního systému specializovaného pro hackování. Dále je odhaleno, že plán pro spuštění projektu byl rozšíření nového operačního systému do světa kvůli poptávce na protekční systém.
Konkrétně Bit byl masivní přispěvatel. Když byl projekt téměř dokončen, začal si Bit klást otázky ohledně morality projektu. Vlastník projektu tedy nechal Bita „odradit“. Kvůli nedorozumění toto vedlo k Bitovo zavraždění i přes vlastníkovo úsilí tomu zabránit.
Když byla všechna fakta příběhu odhalena, hráč pokračuje s odstraněním všech kopií projektu Hacknet. V moment dokončení finální mise Bit pronese pár posledních slov.

## Vývoj
Hacknet byl vytvořen Mattem Trobbianim, jediným vývojářem týmu Team Fractal Alligator se sídlem v Austrálii.

## Stahovatelný obsah
Datadisk pro „Hacknet“ se jménem „Hacknet Labyrinths“ byl oznámen 30. srpna 2016. Kvůli zpožděním byl ale vydán až 31. března 2017.
Nové prostředí nabízí několik nových programů a zabezpečení spolu s 3–4 hodinami herního času.

## Kritika
Hacknet získal od kritiků celkem pozitivní hodnocení. GameSpot ho ohodnotil 8/10 a chválil ho za unikátní prezentaci a design.